# Drexciya
Drexciya – nieistniejąca już amerykańska grupa muzyczna electro.
Oficjalnie jedynym członkiem był James Stinson, jednak jak się później okazało współpracował z nim partner – Gerald Donald. Styl Drexciya stanowiło taneczne electro wraz z występującymi elementami ambientu oraz industrialu. Utwory składały się z linii perkusyjnych pochodzących z automatu Roland TR-808, linii basowych, melodii oraz przeciągających w czasie tekstur syntezatorowych. Proces tworzenia i rejestrowania materiału przebiegał na żywo z użyciem analogowego instrumentarium i wyposażenia.
Grupa łączyła niszowy, antykomercyjny wizerunek z tematyką nawiązującą do mitologii i fantastyki naukowej. Nazwa nawiązywała do mitu, treścią zbliżonego do historii o Atlantydzie Platona. Został on opublikowany w broszurze albumu The Quest z 1997 r. Artyści w czasie swej działalności byli niemalże anonimowi, praktycznie nie udzielając wywiadów. Po rozwiązaniu kontynuowali swoje solowe projekty. James Stinson zmarł 3 września 2002 r.

## Dyskografia

### Albumy
- 1999 – Neptune's Lair
- 2002 – Harnessed the Storm
- 2002 – Grava 4

### EP / Signle
- 1992 – Deep Sea Dweller
- 1993 – Drexciya 2: Bubble Metropolis
- 1994 – Aquatic Invasion
- 1994 – Drexciya 3: Molecular Enhancement
- 1994 – Drexciya 4: The Unknown Aquazone
- 1995 – Drexciya 5: The Journey Home
- 1996 – The Return Of Drexciya
- 1998 – Uncharted
- 1999 – Fusion Flats
- 2000 – Hydro Doorways
- 2001 – Digital Tsunami
- 2002 – Drexciyan R.E.S.T. Principle